# Mentor-Kamerafabrik
Die Firma Mentor-Kamerafabrik war ein deutscher Kamerahersteller in Dresden (Sachsen) und ein Markenname von Fotoapparaten, die dort fabriziert wurden.
Die Goltz & Breutmann OHG, eine Fabrik für fotografische Apparate, wurde 1898 von Hugo Breutmann in Berlin gegründet. Ein Jahr später nahm er Franz Goltz als Mitinhaber auf. Die Fabrik produzierte die für die damalige Zeit modernen Schlitzverschluss-Kameras. 1905 schied Franz Goltz aus dem Unternehmen aus und Gustav Adolf Heinrich trat an seine Stelle. 1906 zog der Betrieb nach Dresden.
Die Herstellung von einäugigen Spiegelreflexkameras legte die generelle Kameraproduktion des Unternehmens fest. Zu Beginn des Ersten Weltkrieges löste die Fertigung von Fliegerkameras die zivile Kameraproduktion ab. 1918 begann schließlich wieder die Kameraproduktion unter dem Markenzeichen „Mentor“, welcher international einen herausragenden Ruf erlangt hatte.
Nach der Weltwirtschaftskrise und dem Tod von Adolf Heinrich, wagte der Mechanikermeister Rudolf Großer eine Veränderung in der strategischen Ausrichtung des Unternehmens. Nachdem das Unternehmen in eine wirtschaftliche Schieflage geraten war, erwarb Großer die Konkursmasse des Mentor-Werkes und startete mit circa 15 Mitarbeitern die Einzelfertigung von selektierten Mentor-Kameras.
Kurze Zeit später zerstörte der Bombenangriff vom 13./14. Februar 1945 den gesamten Betrieb. An einen Wiederaufbau war nicht zu denken. Rudolf Großer wollte die Fertigung der Mentor-Kameras trotz allem nicht aufgeben. Am 1. Juli 1945 begann er mit einer Kleinstproduktion. Er stellte drei Mitarbeiter ein, welche sich um die Reparatur von Kameras sowie um die Fertigung von einfachen Zubehörteilen kümmerten. Im Februar 1948 war das erste Nachkriegsmodell von Rudolf Großer hergestellt, die Mentor-Atelier-Spiegelreflexkamera im Format 9 × 12 cm. Wenige Wochen später stellte er eine Musterkamera für eine kleinere Variante im Format 6,5 × 9 cm vor. Auf der Leipziger Frühjahrsmesse stellten sie die gesamte Baureihe der Mentor-Atelier-Spiegelreflex-Kameras in drei verschiedenen Formaten vor.
1953 ergänzten sie das Angebot durch eine Reisekamera im Format 13 × 18 cm, welche ohne Reflexsystem war. Diese Kamera brachte allerdings nicht den gewollten Gewinn, da ihr einige Eigenschaften für den Studiobetrieb fehlten. Darum entwickelte der Betrieb eine neue Kamera, die ideal für den Studiobetrieb geeignet war. 1965 stellte Rudolf Großer auf der Leipziger Frühjahrsmesse eine Panorama-Kamera 18 × 24 cm und eine Mentor-Universal-Spiegelreflex-Kamera 10 × 15 cm vor. Da der Bedarf an Panorama Kameras stetig stieg, wurde die Produktion der Mentor-Spiegelreflexkameras eingestellt. Nun wurde der Schwerpunkt auf die Produktion der Panorama 1 und 2 gelegt, welche bis Ende der 60er Jahre produziert wurden.
Am 31. Dezember 1968 starb Rudolf Großer und sein Sohn Claus übernahm den Betrieb. Durch die Verstaatlichungen musste Claus Großer den Betrieb 1972 an den Staat verkaufen. Somit entstand am 24. April 1972 die Firma VEB Mentor Großformat-Kameras Dresden. Der Name Mentor erlosch, nachdem der Betrieb als juristisch selbständiger Betrieb aufgelöst und ab dem 1. April 1980 dem Kombinat VEB Pentacon angegliedert wurde.

## Modelle
Die Mentor-Kamerafabrik produzierte eine Vielzahl unterschiedlichster Klapp- und Spiegelreflexkameras sowie Stereokameras. Zu den bekanntesten gehörten:
- Mentor Klapp-Reflex 9x12
- Mentorett
- Mentor Compur-Reflex-Kameras